# Aeroporto Bălți-Città
Aeroporto di Bălți-Città ("Aeroportul Bălți-Oraș" in romeno) è un aeroporto regionale situato a Bălți, Moldavia.
Assieme all'aeroporto Internazionale di Bălți-Leadoveni costituisce uno dei due snodi aeroportuali della città moldava.

## Geografia
L'aeroporto della Bălți-Città è situato direttamente nella città di Bălți, al relativo bordo orientale (distretto "Autogara de Nord"). Questo aeroporto è facilmente e rapidamente raggiungibile con la linea 1, 10 minuti del filobus dal centro urbano.

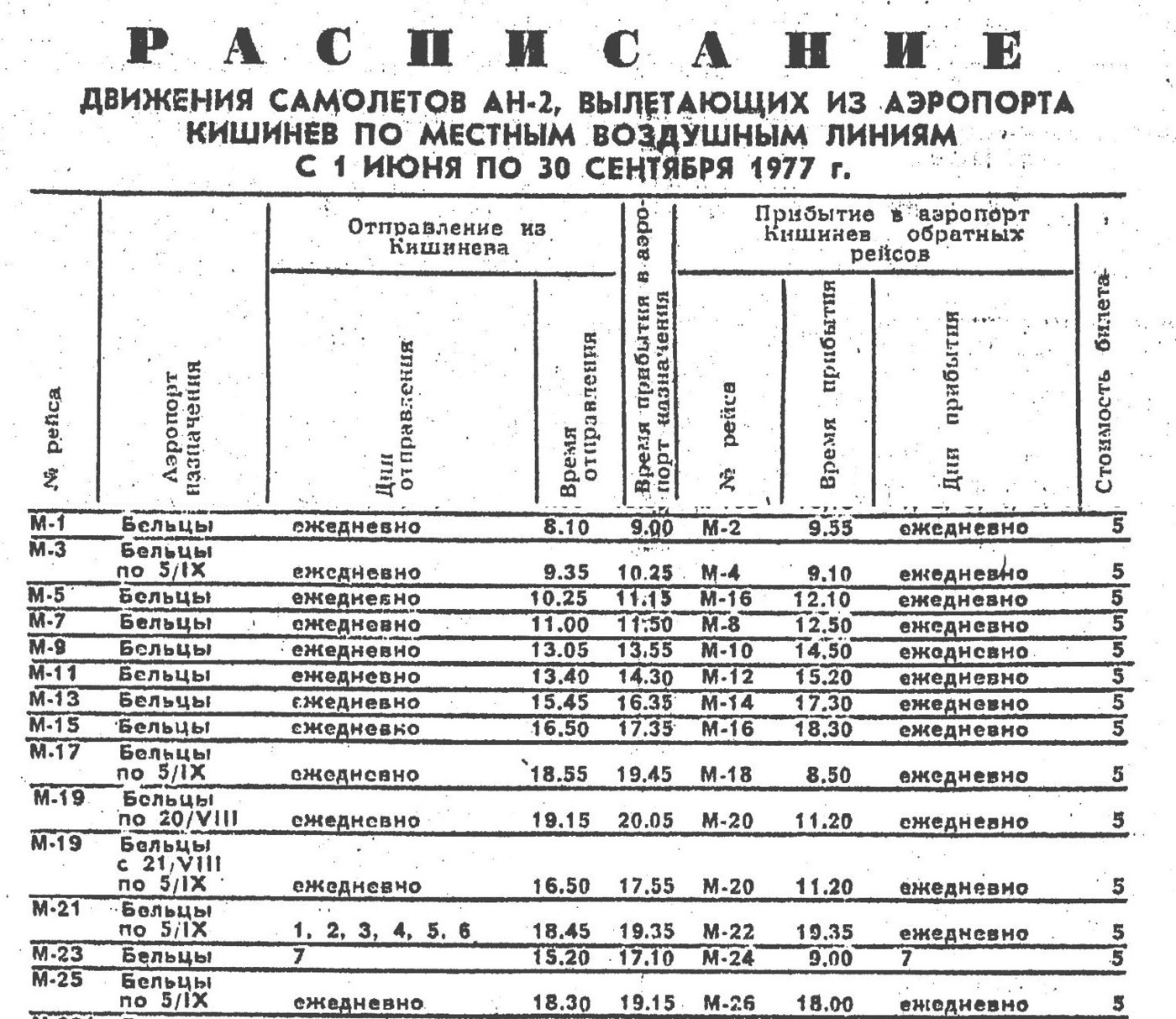
Voli di linea da Chisinau a Balti, 1977. Il numero di voli per Balti da Chisinau è 7 volte superiore al numero di voli per qualsiasi altra destinazione nazionale più popolare.